# Agrostophyllum elongatum
Agrostophyllum elongatum es una orquídea epífita originaria del sudoeste de Asia.
El nombre común de Agrostophyllum elongatum significa "la Agrostophyllum alargada".

## Distribución y hábitat
Se encuentra en la península de Malasia a Filipinas, las Islas Salomón a Vanuatu y Papúa Nueva Guinea y en alturas desde el nivel del mar hasta los 1500 metros. 

## Descripción
Es una planta de tamaño grande que prefiere clima cálido a fresco, es epífita, colgante, monopódica que tiene dos filas de hojas oblongas, con el ápice bilobulado,  estas se encuentran en  ángulo recto con referencia al tallo, dando lugar a una inflorescencia terminal o lateral. Cada uno de los tipos de inflorescencia son diferentes en su composición, la inflorescencia terminal la forma una apretada bola con muchas brácteas y con 12 flores, con no más de 3 a 5 flores abiertas al mismo tiempo, la inflorescencia lateral es un tallo corto con una única flor, rara vez dos que tienen unas pocas brácteas en la base. Las flores son más probables que florezcan en el otoño que en la primavera en la naturaleza, pero pueden florecer en cualquier momento.

## Nombre común
- Español: Agrostophyllum alargado.
- Inglés: The Elongated Agrostophyllum.

## Sinonimia
- Agrostophyllum costatum J.J. Sm. 1908;
- Agrostophyllum costatum var. concavum Schltr. 1912;
- Agrostophyllum hasseltii [Blume] J.J.Sm. 1903;
- Agrostophyllum palawense Schltr. 1921;
- Appendicula elongata Ridl. 1893;
- Appendicula graminifolia Teijsm. & Binn. 1862;
- Appendicula hasseltii Blume 1825;;
- Appendiculopsis costata ( J.J.Sm. ) Szlach 1995;
- Appendiculopsis costata var. concava (Schltr.) Szlach. 1995;
- Appendiculopsis elongata [Ridl] Szlach 1995;
- Podochilus hasseltii (Blume) Schltr. 1900[3]